# Tills vi möts igen
Tills vi möts igen (Till We Meet Again) är en roman av Judith Krantz från 1988.

## Handling
I 1900-talets början flyr Eve från sin familj för att leva i synd med mannen hon älskar. Hon blir sångerska på varietéscenen i Paris och hinner bli stjärna innan första världskrigets utbrott. Hon gifter sig med en diplomat och gör sig en förmögenhet på champagne. Eves yngsta dotter Freddy ärver moderns våghalsighet och förmåga att njuta av livet. Hon växer upp i Kalifornien, lär sig flyga som ung och är stridspilot under andra världskriget. Hon lär sig också hur man snärjer en man med en blick. Eves äldsta dotter Delphine tillbringar lättsinnigt 30-talet på nattklubbar i Hollywood. Hon gör en provfilmning på skoj och blir filmstjärna. Men hon drar sig inte för att riskera sitt liv i det ockuperade Frankrike under andra världskriget.

## Filmatiseringar
Romanen har filmats som miniserie (1989), med bland andra Michael York, Courteney Cox, Mia Sara, Hugh Grant, Bruce Boxleitner och Barry Bostwick.